# Momar lineatocollis
Momar lineatocollis är en insektsart som först beskrevs av Fowler 1904.  Momar lineatocollis ingår i släktet Momar och familjen vedstritar. Inga underarter finns listade i Catalogue of Life.